# František Kufa
František Kufa (* 29. září 1962, Třinec) je český římskokatolický kněz, který působil v letech 1996 až 2002 jako generální vikář ostravsko-opavské diecéze.
Dětství prožil v Jablunkově spolu se třemi staršími sourozenci. V roce 1986 dokončil studium teologie na Cyrilometodějské bohoslovecké fakultě v Litoměřicích a 28. června 1986 byl v olomoucké katedrále svatého Václava vysvěcen na kněze. Poté se stal farním vikářem v Havířově, od roku 1991 působil jako farář nejprve v Ryžovišti a od roku 1992 v Hati. V letech 1994 až 1996 absolvoval postgraduální studium na Katolické univerzitě v Lublinu. Po vzniku ostravsko-opavské diecéze byl 2. září 1996 jmenován jejím prvním generálním vikářem a tento úřad zastával až do 30. června 2002. Následně působil jako farář v Ostravě a od roku 2003 až do současnosti je spirituálem Charity Ostrava.